# Мазарович, Александр Олегович
Алекса́ндр Оле́гович Мазаро́вич (род. 14 февраля 1954, Москва) — советский и российский учёный-геолог, специалист по геоморфологии и тектонике дна океанов, доктор геолого-минералогических наук (1998).
Является предком Алекса́ндра Ильи́ча Би́бикова-русский государственный и военный деятель, генерал-аншеф, председатель (маршал) Уложенной комиссии, сенатор; главнокомандующий войсками в борьбе с польскими конфедератами и при подавлении Пугачёвского восстания.
Родское древо: Александр Бибиков->Аграфена Александра Бибикова->Анастасия Ивановна Рибопьер->Иван Семёнович Мазарович->Николай Иванович Мазарович->Александр Николаевич Мазарович->Олег Александрович Мазарович-> Александр Олегович Мазарович.

## Биография
Родился 14 февраля 1954 года в семье геолога О. А. Мазаровича.
В 1971—1976 годах обучался на Геологическом факультете МГУ, кафедра Исторической и региональной геологии по специальности «Геологическая съемка и поиски месторождений полезных ископаемых».
С 1976 года работает в Геологический институте АН СССР / РАН.
В 1977—1981 годах, занимая должность начальника геологического отряда, проводил научно-исследовательские экспедиционные работы на Дальнем Востоке СССР, в Приморском крае.
За работу «Тектоническое развитие Южного Приморья в палеозое — раннем мезозое» в 1982 году получил ученую степень кандидата геолого-минералогических наук.
В 1989 году был назначен заведующим лабораторией «Геоморфологии и тектоники дна океанов» ГИН АН СССР.
С января по август 1995 года — стажировался в Хьюстонском Университете. Производственную практику проходил в нефтяной компании Amoco-Eurasia Production company.
С 17 июля по 15 октября 1996 года работал по научному гранту НАТО по обработке материалов по тектонике Атлантики в Институте морской геологии, Болонья, Италия.
С 5 июня 1989 года заведовал Лабораторией геоморфологии и тектоники дна океанов ГИН РАН.
В 1998 году защитил диссертацию на соискание учёной степени доктора геолого-минералогических наук по теме «Геологическое строение Центральной Атлантики: разломы, вулканические сооружения и деформации океанского дна».
С 2003 по 2009 год работал по совместительству в должности профессора Геологического факультета МГУ (курс лекций «Геология России» и «Геология морей и океанов»).
В 2010 году был заместителем директора ГИН РАН по науке.
Курирует геолого-геофизические работы Института в море.

## Награды и премии
- 1986 — Премия Ленинского комсомола за работу «Тектоническое развитие Южного Приморья в палеозое — раннем мезозое»[2]
- 1996 — Медаль «300 лет Российскому флоту»[3]
- 1997 — Медаль «В память 850-летия Москвы»[4].
- 1999 — Почётная грамота РАН и Профсоюза РАН в честь 275-летия Российской академии наук.

## Членство в организациях
- Диссертационный совет в ГИН РАН (специальность — общая и региональная геология 25.00.01)
- Диссертационный совет на Геологическом факультете МГУ (по специальности 25.00.03 — геотектоника и геодинамика).
- Член экспертного совета Наук о Земле ВАК.